# Karel Bíbr
Karel Bíbr (1. listopadu 1887, Kojetín – 19. března 1972, Nová Ves pod Pleší) byl český architekt, projektant a stavitel.

## Život
Pocházel z rodiny obuvníka Jana Bíbra a jeho manželky Kateřiny, rozené Čechové. Karel byl nejmladším ze čtyř sourozenců. Po ukončení měšťanské školy v Kojetíně nastoupil roku 1901 na studia vyšší reálné školy v Kroměříži, která úspěšně zakončil maturitou s vyznamenáním 17. července 1906. Po složení přijímacích zkoušek byl 12. října 1906 zapsán jako řádný posluchač architektury na C. a k. české vysoké škole technické v Praze, obor pozemního stavitelství. Vzhledem k dobrému prospěchu a k slabšímu sociálnímu zázemí získal stipendium od Pohorské jednoty Radhošť, díky kterému mohl také pražská studia v roce 1914 dokončit.
Po vypuknutí první světové války již nemohl druhou státní zkoušku v termínu vykonat a nastoupil vojenskou službu. Na frontě v Itálii byl lehce raněn a s tuberkulózou se dostal do nemocniční péče. Po vyléčení se podařilo příbuznému Františku Látalovi dosáhnout jeho převelení do Lublinu, kde byl Látal instruktorem důstojnické školy.
Druhou státní zkoušku složil Bíbr 20. prosince 1919 a stal se inženýrem–architektem. Stejného dne mu byla nabídnuta na škole funkce asistenta u prof. ing. arch. Rudolfa Kříženeckého, kde pracoval do 31. srpna 1921. V listopadu 1920 se oženil s Pavlou Sofkovou z Hranic. Manželé Bíbrovi žili na Královských Vinohradech.
V roce 1921 nastoupil jako projektant u firmy Viktor Beneš, akc. spol. stavební v Praze, kde byl zaměstnán do roku 1923. V květnu téhož roku složil autorizační zkoušku a v únoru 1925 mu Zemská správa politická v Praze udělila úřední oprávnění autorizovaného civilního inženýra. Po polovině dvacátých let mj. navázal spolupráci s čelákovickým architektem a stavitelem Františkem Radvanovským, se kterým společně vyprojektovali a zrealizovali několik rodinných vil v čelákovické čtvrti Za Dráhou. Koncem roku 1928 se manželé Bíbrovi přestěhovali do Čelákovic, kde bydleli nejdříve v domě čp. 200 v ul. B. Smetany. Pak si zde roku 1929 Karel Bíbr postavil podle vlastního projektu rodinný dům – vilku čp. 760 v tehdejší Ferlesově, dnes Vančurově ulici.
V Čelákovicích založil vlastní firmu a stal úspěšným a vyhledávaným architektem a stavitelem. Firmu postupně rozšiřoval a mimo řemeslníků zaměstnával i další odborníky, jako ing. arch. Václava Moravce, stavitele Josefa Pařízka, stavbyvedoucího Františka Arazima (* 1906) a jiné. Po vypuknutí druhé světové války činnost firmy utlumil. Z firmy odešli jeho odborní spolupracovníci i kvalifikovaní řemeslníci. Po dobu okupace pracoval především pro firmy J. Volmana v Čelákovicích a Žebráku a zároveň s manželkou zahradničili.
Poslední měsíce svého života pobýval v sanatoriu v Nové Vsi pod Pleší. Zde se v mládí ještě jako student architektury často vyskytoval a pod vedením prof. Kříženeckého i na některých projekčních pracích podílel, na což do posledních chvil svého života rád vzpomínal. Zemřel po delší nemoci v nedožitých 85 letech.
Část pozůstalosti, především projektová dokumentace, byla po smrti Karla Bíbra, díky vstřícnosti jeho příbuzných, uložena ve sbírkách čelákovického muzea.

## Dílo a profesní kariéra

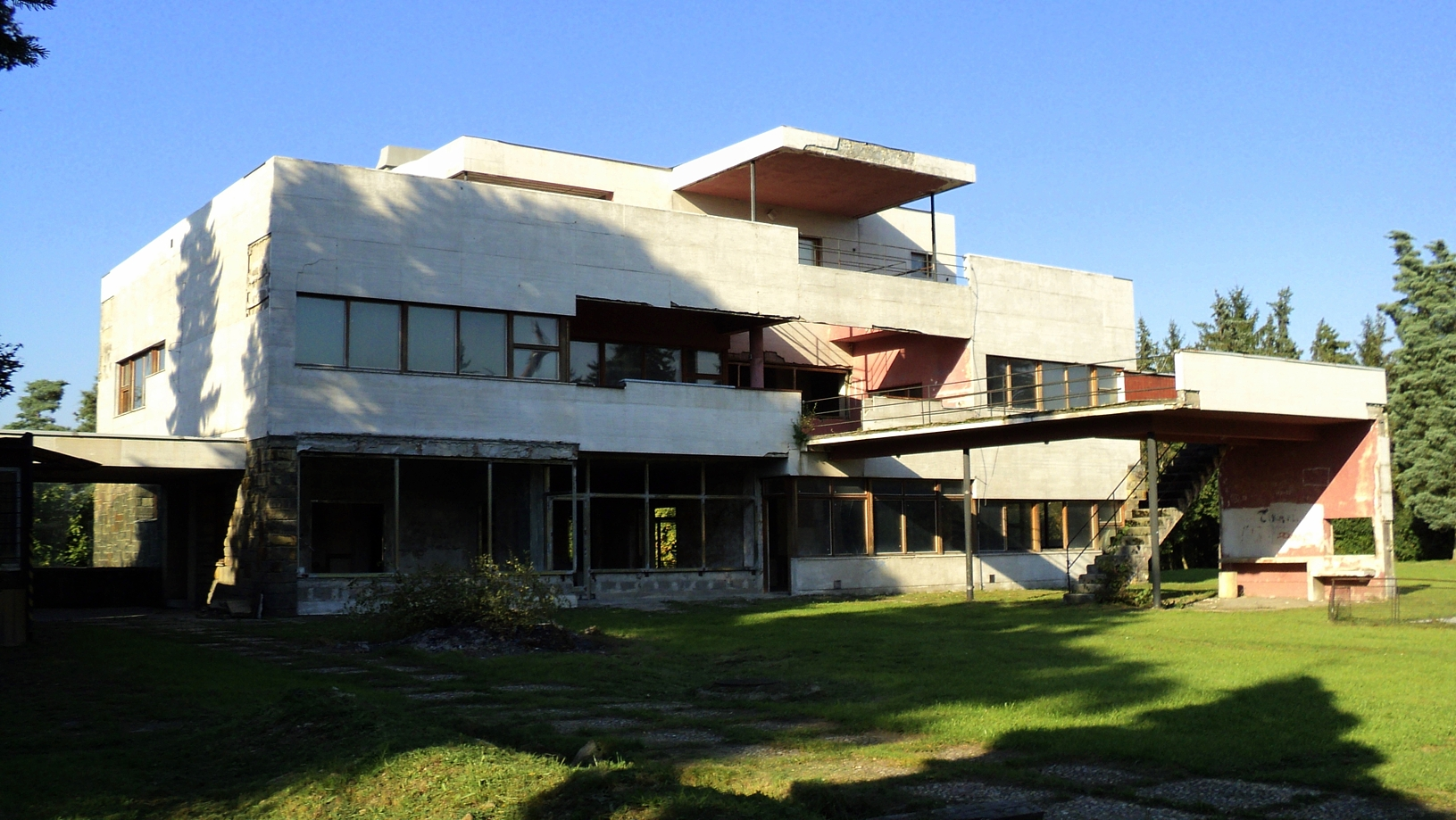
Volmanova vila v Čelákovicích – celek

Karel Bíbr se během svého odborného působení zúčastnil řady architektonických soutěží, mj. budovu šekového úřadu v Praze či na vzorové typy činžovních domů, při kterých se v několika případech umístil na prvním a dalších předních místech. Jeho návrh na Památník národního odboje v Praze na Vítkově z roku 1923, značně se podobající později vystavěné budově, nezvítězil.
Je autorem řady obytných, úředních (např. bytů pro důstojníky v Kutné Hoře (1926), Kroměříži (1928), Milovicích, či bývalého objektu Okresního soudu v Brandýse n. L. (1934, dnes patřící Pedagogické fakultě UK) a průmyslových budov na různých místech ČR (Praha, Hořovice, Čelákovice, Žebrák, Kroměříž, Brandýs n. L. aj.), veslařského klubu v Hodoníně /1927/, celnice s obytným domem na slovenských hranicích v Bušincích ad. Vypracoval značné množství projektů bytových a rodinných domů či jejich přestaveb a přístaveb (v Praze - Bubenči, Holešovicích, Střešovicích, Libni, Kbelech, Radotíně, Žluticích, Kroměříži, Mochově, Přerově n. L., Toušeni, Mělníku, Lipníku nad Bečvou,, Ústí nad Labem, Žebráku, Kamenici a v Čelákovicích). V Litomyšli byl autorem domu pro státní zaměstnance s malými byty z roku 1927 (9. května 649, Litomyšl).
V polovině 30. let 20. století si získal dobrou pozici u čelákovického továrníka Josefa Volmana, pro kterého pak projektoval a realizoval řadu výrobních a administrativních budov jeho továren na obráběcí stroje v Čelákovicích a Žebráku. Podle projektu Jiřího Štursy a Karla Janů vedl od listopadu 1938 do listopadu 1939 jako stavbyvedoucí výstavbu funkcionalistické Volmanovy vily; stavbu prováděla Bíbrova firma.
Po osvobození se věnoval projekční a stavební činnosti. Projektoval nové tovární objekty, čelákovické bytové domy a další drobné akce. Do firmy přibral stavitele F. Arazima (* 1907), který v jeho firmě působil do konce roku 1947.
V roce 1945 se Karel Bíbr stal předsedou plánovací a regulační komise MNV v Čelákovicích a i v důchodu se mimo projekčních prací se podílel na koncepčních plánech rozvoje města.